# Prehistomuseum
Het Prehistomuseum (Frans: Préhistomuseum) is een museum over de prehistorie in Ramioul, een gehucht in Ivoz-Ramet, Flémalle, in de provincie Luik. Een beschermd (geklasseerd) bos maakt deel uit van het museum dat bij elkaar een oppervlakte heeft van rond dertig hectare.
Het museum behoort toe aan de Universiteit van Luik en werd gefinancierd door lokale en federatieve overheden en het Commissariaat-generaal voor Toerisme. Het museum opende in 1990 voor het eerst zijn deuren. Na een verbouwing van twee jaar en een investering van tien miljoen euro werd het museum in februari 2016 opnieuw geopend.
Het maakt een verbinding tussen de wetenschap, erfgoed en de natuur. Het herbergt een documentatie- en studiecentrum en een centrum voor conservatie. Het herbergt een acht kilometer wandelpaden, negen 'belevenissen' (waaronder een blotevoetenpad, doolhof en kinderboerderij), twaalf ateliers, twee vaste tentoonstellingen, een grot, een restaurant en meer. De entreeprijs is afhankelijk van de duur waarin een bezoeker in het museum aanwezig is.